# Kruisfontein
Kruisfontein este o stațiune forestieră din provincia Oos-Kaap, Africa de Sud.